# Sanct Svithun (Schiff, 1927)
Die Sanct Svithun (I) war ein Passagierschiff der norwegischen Reederei Det Stavangerske Dampskibsselskap (DSDS), das zwischen 1927 und 1943 Passagiere und Fracht auf den Hurtigruten entlang der norwegischen Westküste transportierte. Am 30. September 1943 wurde die Sanct Svithun vor Stadlandet von mehreren Bristol Beaufighter-Jagdbombern der Royal Canadian Air Force angegriffen und strandete brennend auf den Klippen von Kobbeholmen. 35 norwegische Zivilisten und zwölf deutsche Soldaten starben. Die Attacke löste heftige Reaktionen bei der norwegischen Bevölkerung aus.

## Das Schiff
Das 1.367 BRT große, aus Stahl gebaute Dampfschiff Sanct Svithun wurde 1927 auf der Danziger Werft für die norwegische Reederei 'Det Stavangerske Dampskibsselskap' mit Sitz in Stavanger gebaut. Dies war auch ihr Heimathafen. Im März 1927 lief das Schiff vom Stapel, durchlief am 30. Juni seine Probefahrten und wurde am 1. Juli seinen Eignern übergeben. Die Sanct Svithun war 71,93 Meter lang, 10,37 Meter breit und hatte einen maximalen Tiefgang von 6,49 Metern. Sie wurde mit vierzylindrigen Verbunddampfmaschinen des österreichischen Maschinenbauers Hugo Lentz angetrieben, die dem Schiff zu einer Leistung von 1650 PS und einer Geschwindigkeit von 14 Knoten verhalfen. Das Schiff war für die Beförderung von 100 Passagieren der Ersten Klasse und 82 Passagieren der Dritten Klasse ausgelegt. Sein Funkname war LTDS.
Die Sanct Svithun wurde im Passagier- und Frachtverkehr auf den Hurtigruten zwischen Bergen in Vestlandet und verschiedenen Häfen in Nord-Norge eingesetzt. Sie hatte ein großes Promenadendeck und einen Panoramasalon im vorderen Bereich der Decksaufbauten, von dem aus die Passagiere die Umgebung besichtigen konnten. Die Sanct Svithun war unter den Reisegästen sehr populär und galt als besonders seetaugliches Schiff. 1931 wurde der Dampfer generalüberholt und mit einer Funkanlage sowie Kühlvorrichtungen zum Transport von Frischfisch ausgestattet.
Das Schiff wurde nach Swithin von Winchester benannt, ein vor allem im nordeuropäischen Raum verehrter Heiliger der römisch-katholischen und anglikanischen Kirche, der als Schutzheiliger von Stavanger gilt. Die Reederei stellte 1950 ein zweites Schiff desselben Namens in Dienst. Nachdem 1962 auch die zweite Sanct Svithun unterging und dabei 41 Menschen starben, bekam kein Schiff mehr diesen Namen.

## Im Zweiten Weltkrieg
Der Ausbruch des Zweiten Weltkriegs im September 1939 hatte große Auswirkungen auf die Hurtigruten und die nord-norwegische Schifffahrt im Allgemeinen. Ab dem 1. Oktober 1939 galten für die Hurtigruten strenge Regulierungen. So wurde die erlaubte Reisegeschwindigkeit gesenkt und die Anzahl der Abfahrten in Bergen wurde von sieben auf fünf pro Woche reduziert.
Als die deutsche Wehrmacht am 9. April 1940 im Rahmen der Operation Weserübung Norwegen und Dänemark besetzte, lag die Sanct Svithun wegen ihrer jährlichen Wartung im Klaseskjær-Dock in Stavanger. Sie wurde während dieser Zeit von der wesentlich älteren Kong Haakon ersetzt. Ab dem Sommer 1940 war sie wieder im regulären Passagierdienst an der norwegischen Küste.

## Versenkung

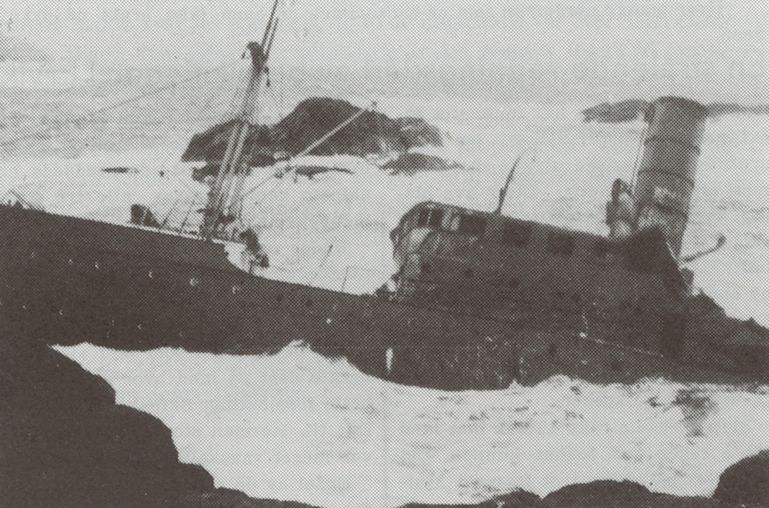
Das ausgebrannte Wrack nach dem Angriff

Am Donnerstag, dem 30. September 1943 legte die Sanct Svithun unter dem Kommando von Kapitän Samuel Alshager in Ålesund zu einer Überfahrt nach Måløy ab. An Bord waren norwegische Besatzungsmitglieder und Passagiere sowie deutsche Soldaten. Wie für norwegische Schiffe während der deutschen Besatzung üblich, zeigte die Sanct Svithun ihren Namen und das Wort „Norge“ (norwegisch für Norwegen) auf beiden Seiten des Rumpfes. Außerdem waren große norwegische Flaggen auf die Seiten und das Dach gemalt. Obwohl sie ein ziviles Schiff auf einer normalen Fahrt war, hatte sie Flugabwehrkanonen an Bord, die von deutschen Soldaten bedient wurden.
Gegen 18.45 Uhr passierte die Sanct Svithun die Halbinsel Stadlandet in südlicher Richtung. Zwischen den Inseln Vossa und Buholmen wurde sie von sechs kanadischen Bristol-Beaufighter-Jagdbombern der Royal Canadian Air Force gesichtet. Der Dampfer fuhr ohne Geleitschutz und die Kanonen erwiesen sich als wenig effektiv, sodass er für die Jagdbomber ein leichtes Ziel darstellte. Die Piloten signalisierten dem Schiff zwei Mal, anzuhalten, um es evakuieren zu lassen, aber die Deutschen an Bord ließen dies nicht zu. Daraufhin stand das Schiff unter massivem Beschuss von Maschinengewehren, 27 kg schweren RP3-Raketen und 20-mm-Maschinenkanonen. Unter den Reisenden brach große Panik aus.
Die Sanct Svithun stand schnell in Flammen. Passagiere und Mannschaftsmitglieder sprangen ins Wasser, um dem Feuer zu entkommen. Viele ertranken in der stürmischen See, bevor der Kapitän und der Lotse es schafften, das Schiff bei Kobbeholmen auf Grund zu setzen. Die Sanct Svithun lag stundenlang brennend auf einem Unterwasserfelsen in der Brandung, während das noch im Wasser hängende Heck langsam unter die Wasseroberfläche rutschte. Nach Einbruch der Dunkelheit sank das Schiff auf Position 62° 10′ 6″ N, 5° 5′ 14″ O. Im Verlauf der Nacht schafften es viele Passagiere und Besatzungsmitglieder an Land. Der Seemann Olav Iversen Kvalvågnes konnte mittels eines Seils eine Verbindung zum Land herstellen, wodurch sich viele Menschen retten konnten. Einwohner aus der nahen Ortschaft Ervik halfen den Schiffbrüchigen. Zwanzig von ihnen ruderten in sechs Booten zum brennenden Schiff und retteten zahlreiche Menschen. Kapitän Alshager verließ als letzter das Schiff. 76 Menschen überlebten, darunter nur zwei der deutschen Soldaten. 35 Norweger und 12 Deutsche kamen durch die Attacke ums Leben (wobei die Zahlen in den unterschiedlichen Quellen leicht abweichen).

## Reaktionen
Die Versenkung der Sanct Svithun – eines uneskortierten norwegischen Passagierschiffs – durch alliierte Luftstreitkräfte hatte heftige Reaktionen unter der norwegischen Bevölkerung zur Folge. Die Führung der norwegischen Widerstandsbewegung schickte am 20. Oktober 1943 einen Protestbrief an die norwegische Exilregierung in London, in dem große Empörung geäußert wurde. Der Brief wurde dem Außenminister Trygve Lie übergeben und in einer Regierungskonferenz besprochen.
Der Vorfall wurde von den Nationalsozialisten für ihre Propaganda gegen die Alliierten genutzt und fand zahlreiche Erwähnungen in den deutsch-kontrollierten norwegischen Zeitungen. Schlagzeilen wie „Britische Terrorpiloten töten 70 (sic) Zivilisten“ wurden gedruckt. Die faschistische norwegische Partei Nasjonal Samling bezeichnete die Versenkung in einer offiziellen Presseerklärung als „grässliche britische Feindtat“.
Am 20. Mai 1944 veröffentlichte die immer noch von den Deutschen kontrollierte norwegische Postbehörde Postverket eine von Harald Damsleth gestaltete Briefmarkenserie, die den drei schwersten Angriffen auf norwegische Schiffe durch die Alliierten gedachte. Die 15-Øre-Marke erinnerte an die Versenkung der Sanct Svithun am 30. September 1943 (47 Tote), die Zehn-Øre-Marke an die der Barøy am 13. September 1941 im Vestfjord (112 Tote) und die 20-Øre-Marke an die der Irma vor Kristiansund am 13. Februar 1944 (61 Tote). Jede Marke kostete zehn Øre mehr, die den Überlebenden und Hinterbliebenen gespendet wurden.

## Denkmal
Die Reederei 'Det Stavangerske Dampskibsselskap' übergab 1970 die Schiffsglocke der Sanct Svithun einer in jenem Jahr errichteten Gedenkkapelle in Ervik, wo sie noch heute hängt. 
Die Reederei ließ in die Glocke eingravieren: „Til Ervik folket, i erkjentlighet for redning av menneskeliv ved D/S "Sanct Svithun"s krigsforlis 30. september 1943.“ (Für die Einwohner von Ervik, in Anerkennung an das Retten von Leben im Zusammenhang mit dem Untergang der Sanct Svithun am 30. September 1943).
Samuel Alshager, Kapitän der Sanct Svithun von 1928 bis zu ihrem Ende 1943, unterstützte den Plan und vertrat die Meinung, dass die Ehrung der Toten separat vom Krieg im Allgemeinen gesehen werden sollte. Der Grundstein der Kapelle wurde 1944 gelegt. Nach Kriegsende wurde der Bau eingestellt und erst 1968 fortgesetzt. An der Einweihung und der Übergabe an die Gemeinde Selje im Jahr 1970 nahmen fast 1000 Menschen teil.